# Langschwänzige Schmalfußbeutelmaus

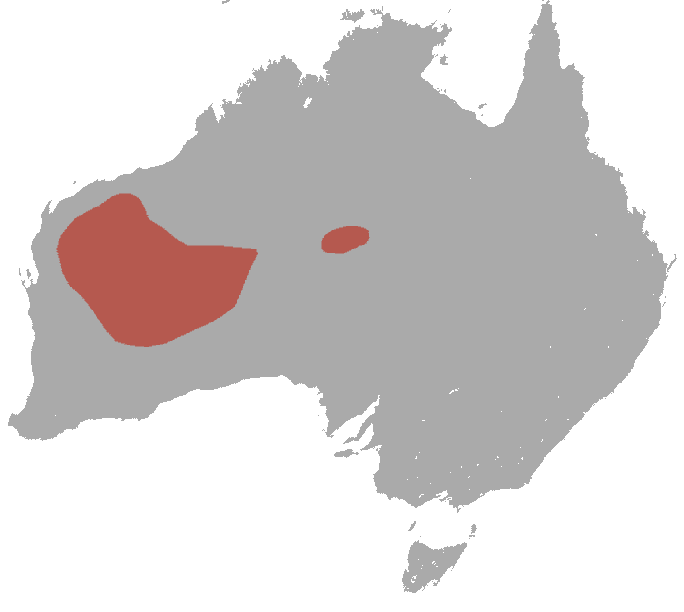
Verbreitungskarte der Langschwänzigen Schmalfußbeutelmaus

Die Langschwänzige Schmalfußbeutelmaus (Antechinomys longicaudatus, Synonym: Sminthopsis longicaudata) ist eine in Australien lebende Beutelsäugerart aus der Familie der Raubbeutler (Dasyuridae).

## Merkmale
Die Art gehört mit einer Kopfrumpflänge von 80 bis 96 Millimetern zu den größeren Vertretern der Beutelmäuse. Der Schwanz ist mit 180 bis 210 Millimetern doppelt so lang wie der Körper. Er ist mit Schuppen bedeckt und hat an der Spitze einige büschelartige Haare. Das Gewicht variiert zwischen 15 und 20 Gramm. Das Fell ist auf der Oberseite grau, die Unterseite ist hellgrau bis weißlich. Die Beine und die Pfoten sind weiß, die Schnauze ist langgestreckt. Während die Männchen meist nur ein Jahr alt werden, erreichen die Weibchen meist ein Alter von zwei Jahren.

## Verbreitung und Lebensraum
Langschwänzige Schmalfußbeutelmäuse sind im mittleren Teil von Westaustralien beheimatet, daneben gibt es auch eine Population im Süden des Northern Territory, wo sie in den MacDonnell Ranges vorkommen. Ihr Lebensraum sind trockene, felsige Regionen.

## Lebensweise
Diese Beutelmäuse sind nachtaktiv und leben am Boden. Zur Ruhe ziehen sie sich in selbstgegrabene Erdbaue oder in Nester zurück, die sie aus Gräsern und Blättern errichtet haben. Sie ernähren sich vorwiegend von Gliederfüßern wie Spinnen, Schaben, Tausendfüßern, Grashüpfern und Fliegen. Daneben nehmen sie aber auch Echsen und kleine Säugetiere zu sich.
Über die Fortpflanzung ist wenig bekannt. Die Paarungszeit liegt in den Monaten August bis Dezember. Nach einer 17- bis 19-tägigen Trächtigkeitsdauer kommen die Jungen zur Welt. Diese verbringen die ersten drei Lebenswochen im Beutel der Mutter.

## Systematik
Die Langschwänzige Schmalfußbeutelmaus wurde 1909 durch den australischen Biologen Walter Baldwin Spencer erstmals wissenschaftlich beschrieben und dabei der Gattung der Schmalfuß-Beutelmäuse (Sminthopsis) zugeordnet. Auf DNA-Vergleichen beruhende Untersuchungen zeigten jedoch, dass die Langschwänzige Schmalfußbeutelmaus die Schwesterart der Springbeutelmaus (Antechinomys laniger) ist. Sie wurde deshalb 2023 in die Gattung Antechinomys verschoben.

## Gefährdung
Mancherorts gelten Langschwänzige Schmalfußbeutelmäuse als selten, insgesamt ist die Art aber nicht bedroht. Die IUCN listet sie als ungefährdet (least concern).